# Sistema d'Avaluació d'Aprenentatge

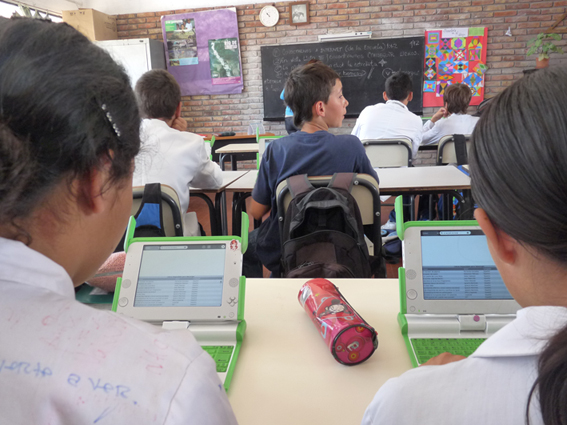
Escolars treballant en les Ceibalitas (Uruguai)

El Sistema d'Avaluació d'Aprenentatge (SEA) funciona en la ANEP (Administració Nacional d'Educació Pública) d'Uruguai. Coordina amb la Inspecció Tècnica d'Educació Primària i Mitjana per a la creació de proves d'avaluació que s'apliquen a nivell nacional, amb el propòsit de generar un referent comú sobre els aprenentatges dels alumnes de tercer any d'escola a tercera any de liceu, a partir del qual promoure entre els docents la reflexió i l'anàlisi sobre els processos d'ensenyament i d'aprenentatge dels aspectes considerats en les proves.
Utilitza avaluacions amb activitats dissenyades per docents, tècnics i especialistes en avaluació.
Uruguai és el primer país llatinoamericà que fa avaluacions formatives en línia per ordinador a escala massiva.
La modalitat d'aplicació utilitza els ordinadors i la connectivitat proporcionada pel Pla Ceibal, la qual cosa permet tenir major cobertura, resultats a l'instant, i un gran estalvi en paper. El més important és el treball posterior a la prova, promogut per SEA i gestionat per les autoritats de l'educació, per reflexionar i intervenir sobre els aprenentatges dels estudiants a escala nacional.

## La institució en el sistema educatiu

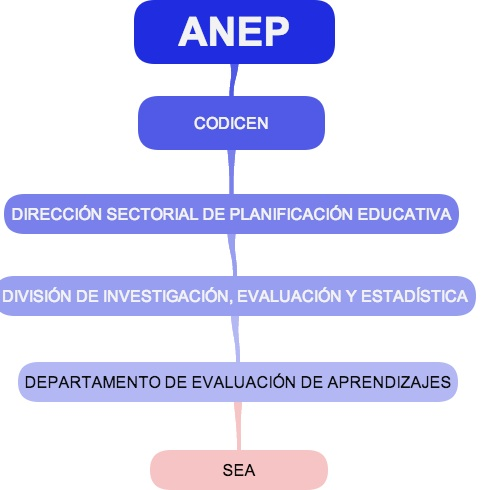

### Antecedents
L'any 2007, el Departament d'Avaluació d'Aprenentatges de la Divisió d'Investigació Avaluació i Estadística va iniciar activitats amb la Inspecció Tècnica del Consell d'Educació Inicial i Primària orientades a la creació d'un sistema d'avaluació d'aprenentatges, aplicable a escolars de tot el país. Per a això es van dissenyar, van elaborar i van aplicar proves de lectura i escriptura en primer any, com a primera experiència d'avaluació a nivell de sistema amb modalitat d'aplicació autònoma, construïda a partir de la participació i treball conjunt de diferents nivells tècnics del sistema educatiu.
Aquest mateix any va iniciar la primera experiència del Pla Ceibal, que, en un termini de dos anys, lliuraria computadores a tots els estudiants i docents de les escoles públiques, a les quals dotaria de connectivitat. D'aquesta manera, sorgeix la idea d'usar aquesta tecnologia per potenciar l'ús educatiu de les XO (les computadores amb què va iniciar el Pla Ceibal), tant per la utilitat de les màquines a l'aula com per les seves possibilitats per millorar les avaluacions.
A partir de l'any 2008, l'equip tècnic de la DIEE (Adreça d'Investigació i Avaluació Educativa), en coordinació amb Inspectors i docents de matemàtica, inicia la construcció de referents conceptuals i proves per a Cicle Bàsic d'Ensenyament Mitjà a l'àrea matemàtica.
L'any 2009 es va dur a terme la primera avaluació en suport electrònic i modalitat en línia, la qual s'aplica als alumnes de 2° any d'Educació Primària, amb proves de matemàtica, lectura i ciències.
A l'any següent, es va realitzar la segona avaluació en la mateixa modalitat, aplicada als alumnes de 6° i de 2° any.

### Institucionalització

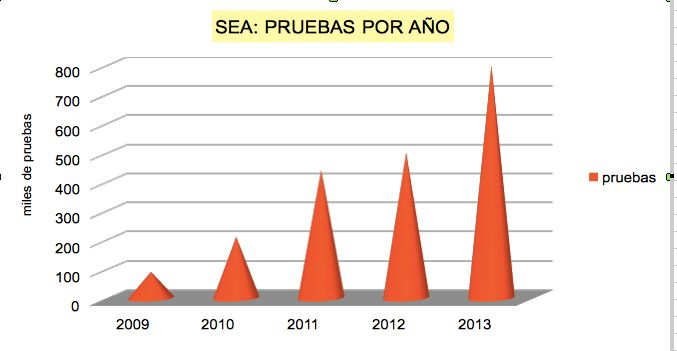
Proves aplicades des de 2009. Font SEA

Des de 2011, es va institucionalitzar l'aplicació de proves d'avaluació en línia a les àrees matemàtica, lectura i ciències des de 3° a 6°any escolar de totes les escoles públiques del país, la qual s'ofereix, també a les escoles privades que desitgen participar.
En 2013 es va realitzar una experiència pilot amb alumnes de primer cicle d'Educació Secundària a l'àrea matemàtica.
En 2014, per primera vegada, l'aplicació de proves cobreix el cicle 3º d'Educació Primària a 3º d'Educació Mitjana (Secundària i Tècnica).

## Característiques de l'avaluació SEA
Per la modalitat d'aplicació, és una avaluació en línia, sustentada per la plataforma SEA, i serveis de cloud computing per a la infraestructura dels servidors.
Pel propòsit d'avaluació, es tracta d'una avaluació formativa i l'instrument utilitzat en les proves inclou ítems de resposta tancada de múltiple opció i ítems de resposta oberta.
Pel nivell de participació institucional, és una avaluació oficial nacional concorde als programes vigents.
La confluència d'aquestes qualitats d'avaluació permet:
- un referent conceptual comú, a nivell nacional, amb relació a continguts curriculars i competències fonamentals, elaborat sobre la base de la mirada disciplinària i didàctica de mestres, professors i formadors, la mirada tècnica dels avaluadors i l'orientació dels inspectors.
- devolució de resultats en temps real, que permet dissenyar estratègies d'intervenció pedagògica en funció de les debilitats o fortaleses detectades.
- Complementar (i no substituir) les avaluacions proposades i elaborades pel docent, ja que no pretenen ser usades per assignar una qualificació a l'alumne ni decidir la seva promoció, sinó crear instàncies de reflexió col·lectiva a partir d'una activitat comuna.[3]

## La plataforma
La plataforma va ser dissenyada i desenvolupada a nivell nacional amb programari Genexus i s'utilitzen els serveis de cloud computing en la infraestructura dels servidors, que permet la gestió d'un banc de més de 2000 activitats per a l'aplicació de proves durant qualsevol moment de l'any.
Està estructurada en diferents portals, destinats a cadascun dels rols dels involucrats en el procés d'avaluació: alumnes, docents, directors, inspectors, itemòlegs i correctors.
Els alumnes, registrats mitjançant la base de dades de cada subsistema, accedeixen amb el seu usuari i realitzen la prova creada per SEA quan el docent l'habilita.
A més, els docents poden crear les seves pròpies proves a partir del banc d'ítems disponibles al banc i aplicar-la en forma autònoma.
En tots dos casos, el desenvolupament de la prova és monitorat des de l'ordinador del docent. Una vegada finalitzada l'aplicació, es mostren immediatament els resultats en taules i en gràfiques organitzades d'acord amb diferents criteris a l'efecte de la seva anàlisi.
El portal de directors mostra els resultats dels grups del seu centre educatiu, la qual cosa permet analitzar de forma transversal l'acompliment d'aquests grups.
El portal d'inspectors mostra les dades generals dels centres de la seva jurisdicció.
Mestres de classe, directors i inspectors tenen accés als documents associats a les proves, elaborats pels equips docents de SEA, a fi d'orientar possibles anàlisis que afavoreixin la discussió didàctica en sales de reflexió.
El portal d'itemòlegs habilita el treball d'elaboració d'ítems, a partir d'activitats proposades per docents capacitats per a tal funció i la interacció amb els equips d'especialistes en cada disciplina.
El portal d'aplicadors és l'espai des d'on treballen docents aliens a cada institució on s'apliquen proves externes controlades.

## El marc de referència i els instruments d'avaluació
Prèviament i l'elaboració dels instruments d'avaluació es defineixen teòricament cadascuna de les dimensions a avaluar, atenent tant continguts com a habilitats cognitives que adonin del nivell de competència lectora, matemàtica i en ciències naturals. Aquestes definicions constitueixen taules d'especificacions, sotmeses segons el parer d'experts per determinar la seva validesa de construcció. Una vegada definit el referent s'estima el nombre total d'ítems de l'instrument i la seva distribució en la taula. Les activitats d'avaluació són redactades per docents seleccionats a partir d'un anomenat públic i un curs de capacitació. El format és de múltiple opció o obertes. Aquestes activitats són pilotejades prèviament a la seva aplicació a l'efecte de conèixer l'adequació al grau en què es va a aplicar, el seu nivell de dificultat, el grau de plausibilitat dels distractors.